# 里特瓦尔斯·苏哈雷夫斯
里特瓦尔斯·苏哈雷夫斯（1999年1月11日—），拉脱维亚男子举重运动员，2019年欧洲举重锦标赛男子81公斤级铜牌得主、2021年欧洲举重锦标赛男子81公斤级铜牌得主、2023年欧洲举重锦标赛男子73公斤级金牌得主。